# Elżbieta Granowska (księżna opolska)
Elżbieta Granowska (zm. po 2 września 1452) – księżna opolska, córka kasztelana nakielskiego Wincentego Granowskiego i Elżbiety z Pilczy, królowej polskiej, żona księcia opolskiego Bolesława V Wołoszka.

## Życiorys
W 1417 o rękę Elżbiety lub jej siostry Jadwigi starał się książę oleśnicki Konrad VII Biały, jednak małżeństwo nie doszło do skutku. Prawdopodobnie powodem zerwania planów małżeńskich była zła sytuacja majątkowa niedoszłego małżonka, który nie posiadał własnej dzielnicy i tułał się po obcych dworach.
W marcu 1418 za sprawą ojczyma, króla polskiego Władysława II Jagiełły Elżbieta została wydana za mąż za księcia opolskiego Bolesława (Bolka) V Wołoszka, wnosząc mu w posagu Pilczę. Po ślubie z Bolkiem Elżbieta utrzymywała stały kontakt z matką i dworem krakowskim. Przebywała na nim w 1420, gdy została odsunięta przez męża. Małżeństwo nie należało do udanych, zostało zerwane po 5 lutego 1427, najpóźniej w 1451. Przypuszcza się, że przyczyną rozpadu małżeństwa były różnice w poglądach religijnych małżonków. Ze związku z Bolkiem Elżbieta urodziła jednego syna Wacława, zmarłego w młodości. Jeszcze za jej życia, w 1451 Bolko V poślubił Jadwigę Biesówną, córkę Adama Biesa ze wsi Kujawy.
Elżbieta po raz ostatni pojawia się w źródłach 2 września 1452. Zarówno dokładna data śmierci jak i miejsce jej pochówku nie są znane.